# Вителли, Вителло
Вителло Вителли (1480, Читта-ди-Кастелло — май 1528, Неаполь) — аристократ из дома Вителли, граф Монтоне. Кондотьер на службе Папского государства, Венецианской республики и Миланского герцогства. Фаворит римских пап Льва X и Климента VII.

## Биография

### Ранние годы и на службе Венеции
Родился в 1480 в Читта-ди-Кастелло. Он был сыном кондотьера Камилло Вителли и Лукреции Бальони. В 1503 году Вителло пришлось покинуть родной город из-за давления со стороны Рима. Вместе с дядей Джуило Вителли, епископом города, и двоюродным братом Джованни, он бежал сначала в Перуджу, затем в Сиену. Вителло присоединился к кондотьеру Джованни Россетто в походе на Римини с целью вернуть город Пандольфо IV Малатесте. В ноябре 1507 года он поступил на службу к Венеции. В 1508 году участвовал в нескольких сражениях венецианцев против австрийцев, в которых приобрёл известность, так, что даже генерал венецианцев Джорджио Корнаро, брат королевы Кипра Катерины Корнаро, пожелал видеть его гостем в своём дворце. В 1509 году, после провала похода венецианцев против французов, Вителло попал в плен. До 1509 года он находился в Милане. В том же году, освободившись из плена, вернулся в Венецию, но уволился со службы, отказавшись командовать отрядом из пятидесяти человек. Поступил на службу к Феррара, однако вскоре вернулся в Венецию со своим двоюродным братом Кьяппино I Вителли. На этот раз венецианцы удовлетворили просьбу братьев, предоставив им в командование сто пятьдесят человек. Участвовал в ряде сражений против Фераррского герцогства, в которых, вместе с Кьяппино, явил образец храбрости и отваги.

### На службе у Рима и снова Венеции
В конце 1510 года поступил на службу к Папскому государству. В 1511 году римский папа Юлий II поставил его и Кьяппино во главе своей армии. Решение понтифика было вызвано разочарованием и потерей доверия к предыдущим своим командирам — Франческо Мария I Делла Ровере и Фабрицио I Колонна. Вителло поручили оборону Модены, предоставив около четырёх тысяч человек, но внезапно умер его двоюродный брат Кьяппино, и в марте 1511 года он  снова оказался на службе у венецианцев. Отвечая за оборону Тревизо, в августе 1511 года кондотьер снова заслужил благодарность республики за укрепление крепости Ноале. В это же время император, желая вернуть Триест, который попал в руки Венеции после Кадорской войны 1508 года, осадил город. Во время обороны Триеста Вителло, вместе с Ренцо да Чери, обратил в бегство солдат императорской армии, взяв в плен нескольких офицеров противника. Во время осады, он дважды серьёзно переболел. Вскоре после этого у кондотьера возникли проблемы с руководством Венеции. Солдаты под его началом, не получив от республики вовремя зарплату, в поисках пропитания начали грабить местных жителей. Поставщик Джан Паоло Градениго обвинил кондотьера и его людей в кражах и убийствах недалеко от Чивидале-дель-Фриули и в Фаэдо. В 1512 году, вместе с Джампаоло Бальони, Вителло осадил Брешию и координировал работы по укреплению фортификационных сооружений города.

### На службе у Милана и снова Рима
Вновь вступив в конфликт с венецианцами, Вителло на короткий период, с сентября по декабрь 1512 года, перешёл на службу к герцогу Милана Масимилиано Сфорца. В это время ему довелось сопровождать во Флоренцию Джулио Медичи, будущего римского папу Климента VII. Подав в отставку со службы у миланцев, он вернулся на родину в Читта-ди-Кастелло.
После избрания римским папой Джованни Медичи, взявшего себе имя Льва X, епископ Гроссето Рафаэль Петруччи (преданный сторонник Медичи) увидел конкретную возможность поставить Сиенскую республику, управляемую его двоюродным братом, Боргезе Петруччи, под свою власть и, следовательно, под властью Рима. В 1515 году Вителло поддержал Рафаэлло Петруччи, вторгнувшись на территорию Сиены с примерно двумя тысячами человек. В том же году он оказал поддержку дожу Генуи Оттавиано Фрегозо, которому угрожал герцог Милана. В 1516 году кондотьер всё ещё находился в Сиене, сражаясь на стороне Петруччи.
Во второй половине 1516 года, вместе с Ренцо да Чери, Вителло сражался с Франческо Марией I делла Ровере, напавшим на Урбино. Прибыв в Римини, чтобы укрепить город, Вителло отказался идти в Урбино, о защите которого должен был позаботиться его дядя-епископ Джулио, который, однако, не справился и в 1517 году город был занят Франческо Марией I делла Ровере. Герцог Урбино Лоренцо Медичи обвинил Вителло в том, что тот не воспользовался благоприятной ситуацией для победы над противником. В том же 1517 году в рядах многонациональной папской армии произошли жестокие столкновения между солдатами разных национальностей. Вителло с отрядом из четырёхсот французов прибыл в Читта-ди-Кастелло, чтобы проследить за движением отрядов Франческо Марии I делла Ровере, следовавшего в сторону Перуджи. Его присутствие не позволило противнику захватить город. В том же году он попал в засаду, устроенную на него Франческо Марией I близ Ангиари. Затем Вителло вернулся в Читта-ди-Кастелло с примерно двумя тысячами солдатов.
В 1518 году он был во Флоренции, где присутствовал на свадьбе Лоренцо Медичи и Мадлен де ла Тур д’Овернь, родителей будущей королевы Франции Екатерины Медичи. В том же году римский папа даровал ему титул графа Монтоне. В 1520 году Вителло был в Перудже, где его обвинили в вооружённой поддержке сеньора Джентиле Бальони против Джампаоло Бальони. В 1521 году он сражался с французами под командованием Просперо Колонна, после участвовал в осаде Пармы, а затем с более чем двумя тысячами человек перешёл к обороне Модены. Отряды по командованием Вителло напали на герцога Феррары Альфонсо I д’Эсте, расположившегося в Финале-Эмилия, так, что последнему пришлось отступить в Феррару. Когда французы заняли Милан, Вителло, вместе с епископом Пистойи Антонио Пуччи, отступил в Реджо-Эмилию. Он занял Пьяченцу, которая восстала против французов, и Парму, покинутую отрядами Федерико Гонзага. Однако после смерти римского папы Льва X город был захвачен французами, численность которых значительно превосходила папское войско, к тому же французам помогала артиллерия герцога Феррары. В 1521 году Вителло был в Пизе и Реджо-Эмилии с будущим римским папой Климентом VII, а затем вернулся в Тоскану, где выступил против Лоренцо ди Чери, который под давлением епископа Вольтерры Альфонсо Петруччи двинул свои отряды в сторону Сиены и Флоренции. В 1523 году Вителло отвечал за оборону Реджо-Эмилии, которая находилась под угрозой нападения со стороны Феррары. В том же году он перерезал пути снабжения в осаждённый французами Милан.

### Поздние годы и смерть
В 1526 году Вителло занимал посты генерал-губернатора Флорентии и губернатора Пьяченцы, но продолжал активно участвовать в боевых действиях. Он оказал военную поддержку герцогу Милана Франческо I Сфорца. Вступив в конфликт со Святым Престолом, Вителло, тем не менее, отверг предложение императора, сделанное ему Антонио де Лейвой, и принял предложение, сделанное ему римским папой Климентом VII, которому он был нужен для противодействия сторонникам дома Колонна. В течение следующих двух лет Вителло вместе с Чери сражался с Колонна, которых поддерживало Неаполитанское королевство. Стороны бились по всей территории Лацио. В мае 1528 году, участвуя в осаде Неаполя под командованием Оде де Фуа, Вителло Вителли умер от чумы.

## Брак и потомство
В 1522 году Вителло Вителли женился на Анджеле Паоле де Росси, представительнице пармской ветви дома Росси, дочери маркграфа и графа Сан-Секондо Троило I де Росси, в браке с которой у него родились трое детей:
- Порция, стала монахиней;
- Костанца, вышла замуж за Родольфо II Бальони;
- Камилло (1528 — 1557), граф Монтоне, кондотьер.